# Kok (fiume)
Il fiume Kok (in lingua thai: แม่น้ำกก, Mènam Kok) è un affluente di destra del fiume Mekong e misura 326 km. Il suo bacino idrografico, comprendente quelli degli affluenti, è di 10.565 km², di cui il 32% in Birmania, dove nasce, ed il restante 68% in Thailandia. Il Kok bagna Chiang Rai, importante città della Thailandia del Nord.

## Corso
La maggior parte del Kok scorre insinuandosi tra ripide montagne in strette gole che rendono difficili le coltivazioni. Nasce dai monti Daen Lao dello Stato Shan, in Birmania, ad un'altitudine di circa 2.300 m. Il tratto più impervio è quello birmano, dove il fiume scorre verso sud per 180 km. Entra in Thailandia nell'estremità settentrionale della Provincia di Chiang Mai e subito attraversa il villaggio Ban Tha Ton. Dopo qualche chilometro riceve le acque dell'affluente di destra Fang, da quel punto si dirige verso est e poco dopo entra nella Provincia di Chiang Rai.
Nella Città di Chiang Rai viene prima attraversato dalla Phahonyothin, la strada statale 1 thailandese, e riceve poi da destra le acque del fiume Lao. A quel punto prosegue il suo corso tortuoso verso nord-est e sfocia di fronte alla sponda laotiana del Mekong nella periferia orientale di Chiang Saen, in località Sop Kok.